# Rimona Francis
Rimona Francis (* in Tel Aviv) ist eine israelische Jazzpianistin und -sängerin.
Francis, deren Vorfahren aus Bulgarien stammten, nahm mit ihrem Mann, dem israelischen Jazzpionier Stu Hacohen, Ende der 1960er Jahre eines der ersten in Israel realisierten Jazzalben auf. Charakteristisch waren der instrumentale Einsatz ihrer Stimme sowie die Verwendung bulgarischer Rhythmen (9/8- und 13/8-Takt). 
Auf Einladung von Dizzy Gillespie trat sie mit ihrem Mann Mitte der 1970er Jahre mehrfach in den USA auf, außerdem auch bei mehreren Festivals in Europa. 1976 war sie die Sängerin auf David Friedmans Album Future Passed. 1977 entstand im Studio Villingen von MPS eine Schallplattenaufnahme mit Leszek Zadlo, Jasper van’t Hof, Barry Finnerty, Frank Tusa und Buddy Williams. Im gleichen Jahr wirkte sie an Miroslav Vitouš' Album Majesty Music als Keyboarderin und Sängerin mit. Weiter Aufnahmen spielte sie mit ihrem Mann 1978 ein.

## Diskografische Hinweise
- Futures Passed (1976, Enja)[1]
- Rimona Francis (1978, MPS)[2]